# Carlo Coralli
Carlo Coralli (Bologna, XVIII secolo – Bologna, XVIII secolo) è stato un attore teatrale italiano.

## Biografia
Carlo Coralli si avvicinò al teatro seguendo i consigli e gli insegnamenti del marchese F. Albergati Capacelli.
Incominciò la sua carriera con la maschera e il ruolo di Arlecchino, proseguendo anche in parti tragiche e serie, recitando nel teatro di Medicina e in quello di Zola, presso Bologna.
Quando si innamorò a Venezia, della 'primadonna' Teodora Ricci, nipote del comico A. Sacco, nel 1772, entrò nella compagnia di quest'ultimo, anche se vi restò solamente due anni, per una serie di problematiche esterne alla recitazione.
Nel 1774 si trasferì nella compagnia di Pietro Rosa, ricoprendo il ruolo di Arlecchino, ma poco dopo fu contattato per recarsi a Parigi ed entrare nel celebre Théâtre de la comédie italienne, ed interpretare la parte di Zanni.
Fu presentato a Carlo Goldoni, che ebbe modo di apprezzarlo.
Coralli studiò la lingua francese, danza e il repertorio della compagnia debuttando il 16 maggio 1775 nel ruolo di Arlecchino nel Dottore avvocato dei poveri, ne Le Sfide, nel Servo sciocco e nella Donna invisibile, oltre a quello del dottor Balanzone e in quello di amoroso, con un buon successo presso il pubblico.
Tra i suoi maggiori successi interpretativi vi fu quello di uno dei fratelli nei Jumeaux de Bergame, del Florian, rappresentata nell'estate del 1782, in cui recitò accanto a Carlo Bertinazzi, esibendosi anche come cantante.
Dopo lo scioglimento della compagnia italiana nel 1780, entrò all'Opéra-Comique nel 1783, ritirandosi dal palcoscenico nel 1789.
Si sposò in Francia con la figlia di un fabbricante di fuochi di artificio, continuò a lavorare come impiegato nel teatro finché tornò in Italia, dove morì intorno al 1790.